# 15e étape du Tour de France 2015
Pour un article plus général, voir Tour de France 2015.
La 15e étape du Tour de France 2015 s'est déroulée le dimanche 19 juillet 2015 entre Mende et Valence sur une distance de 183 kilomètres. Le coureur allemand André Greipel, de l'équipe Lotto-Soudal, obtient sa troisième victoire durant ce Tour. Il devance au sprint John Degenkolb, Alexander Kristoff et Peter Sagan. Christopher Froome conserve le maillot jaune et le maillot à pois, Peter Sagan conserve le maillot vert et Nairo Quintana conserve le maillot blanc. L'équipe Movistar reste en tête du classement par équipes.

## Parcours

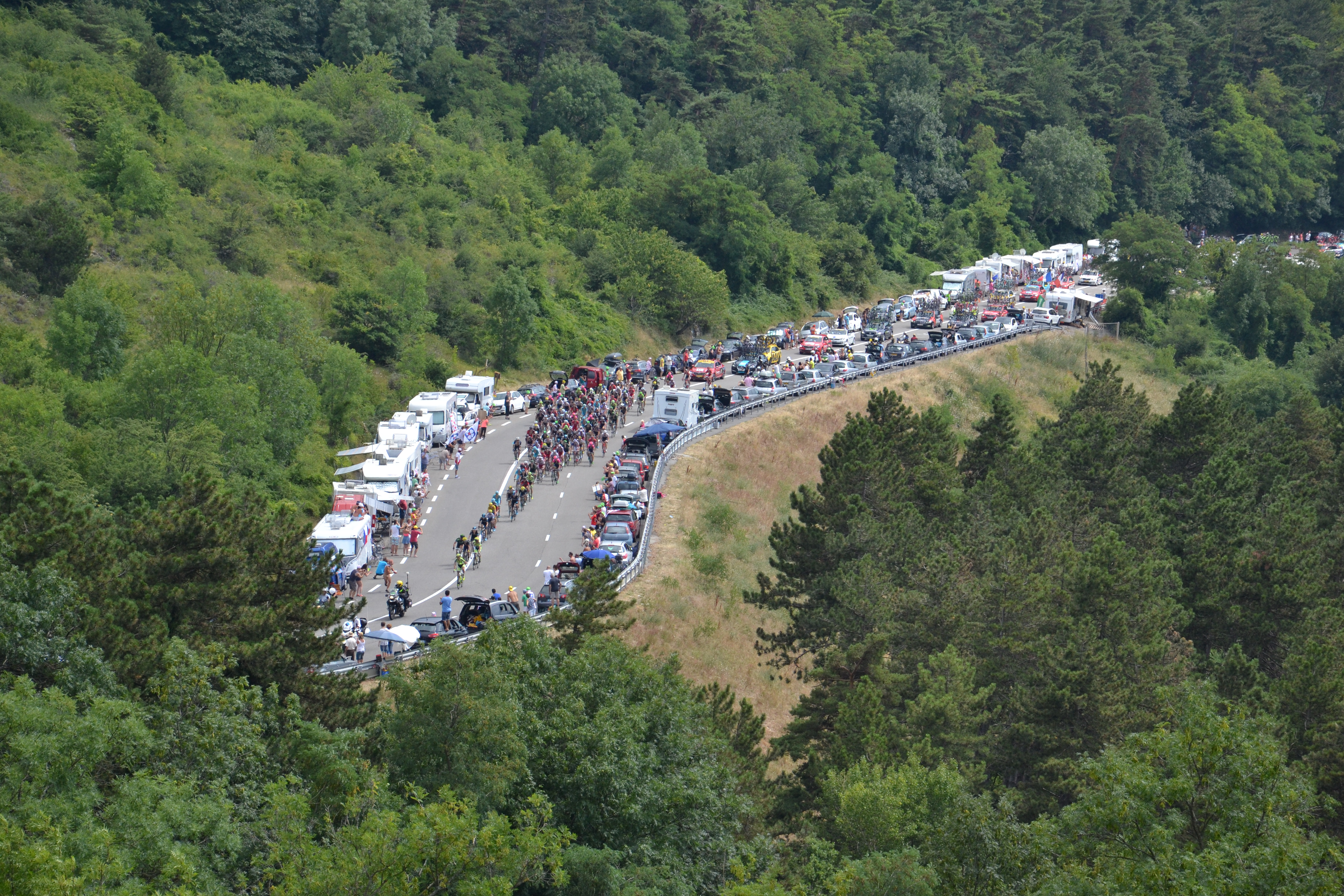
Passage du peloton dans le col de l'Escrinet.

La 15e étape du Tour de France 2015, longue de 183 km, relie Mende à Valence. Elle compte quatre côtes et cols : la côte de Badaroux, au kilomètre 9,5, est une montée de 3e catégorie, de 4,6 km à 5,1 % ; au kilomètre 69, le col du Bez, de 4e catégorie, est une montée de 2,6 km à 4,4 % ; au kilomètre 73, le col de la Croix de Bauzon, de 4e catégorie, est une montée de 1,3 km à 6,2 % ; au kilomètre 126, le col de l'Escrinet (787 m),  de 2e catégorie, est une montée de 7,9 km à 5,8 %. À partir de la commune du Pouzin, au kilomètre 152, jusqu'à Valence, le parcours suit le Rhône, en rive droite, et ne change de rive qu'à 6 km de l'arrivée. Le sprint intermédiaire a lieu à Aubenas, au kilomètre 108.

## Déroulement de la course

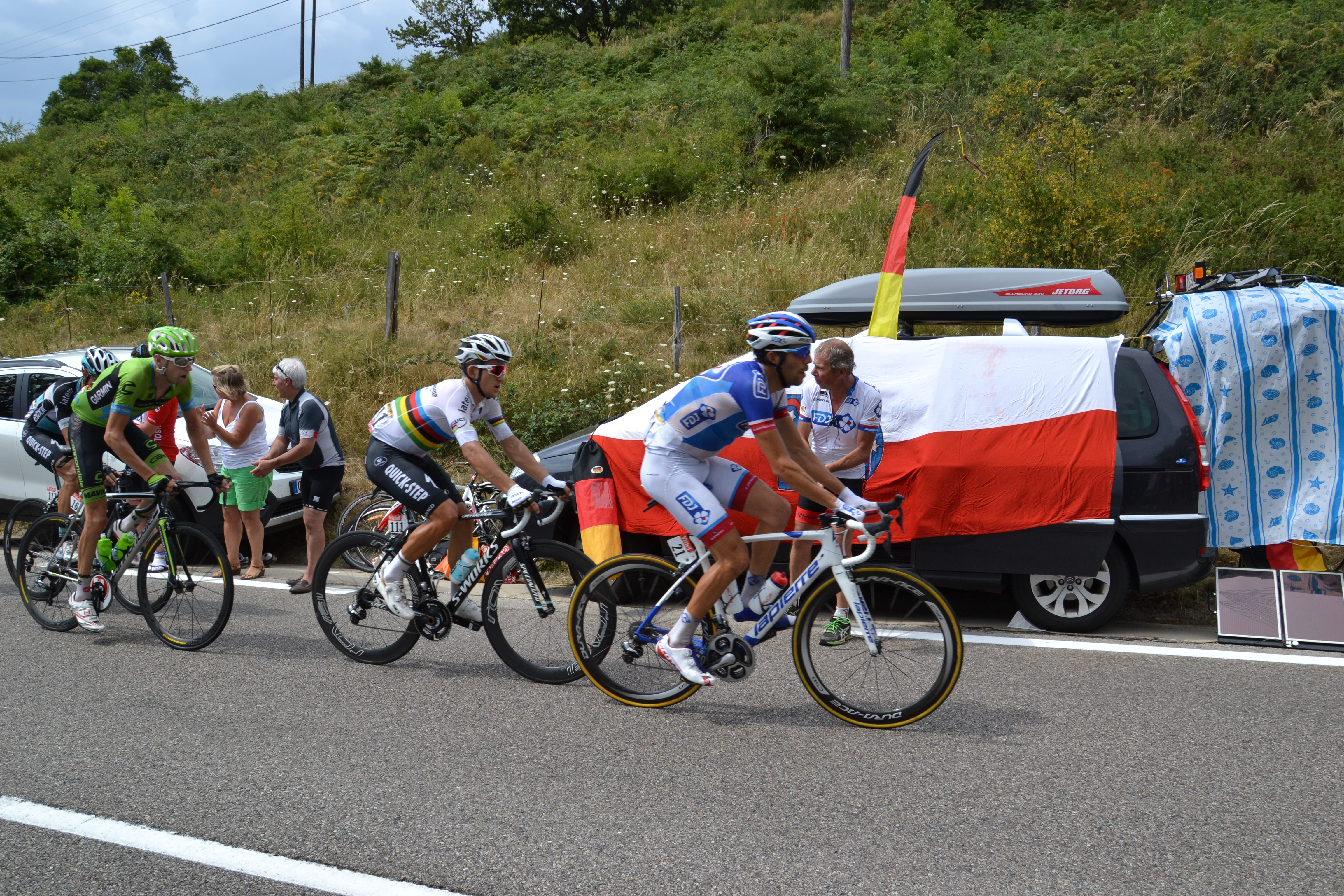
Passage de l'échappée dans le col de l'Escrinet avec Thibaut Pinot, Michał Kwiatkowski et Ryder Hesjedal.

Le premier groupe d'échappés du jour se compose de 27 coureurs. Après la montée de la côte de Badaroux, au km 35, il reste seulement neuf échappés : Thibaut Pinot, Peter Sagan, Michael Rogers, Lars Bak, Simon Geschke, Adam Yates, Michał Kwiatkowski, Matteo Trentin et Ryder Hesjedal. Les échappés comptent autour de deux minutes d'avance, le peloton est dirigé par l'équipe Katusha qui roule pour son sprinteur Alexander Kristoff. Peter Sagan passe en tête au sprint intermédiaire à Aubenas au km 108 et étend ainsi son avance en tête du classement par points. Dans le peloton, John Degenkolb passe ce sprint en tête devant André Greipel.
Au passage dans la difficulté principale du jour, le col de l'Escrinet, le peloton a un retard d'environ 1 min 30 s. Jean-Christophe Péraud blessé par une chute dans la 13e étape et des sprinteurs comme Mark Cavendish et Arnaud Démare sont dans un groupe d'attardés de 23 coureurs loin derrière le peloton. Dans le groupe de tête, Matteo Trentin attaque à 40 km de l'arrivée. Il est d'abord seul à l'avant puis il attend Ryder Hesjedal parti à sa poursuite. Les deux hommes roulent seuls à l'avant tandis que les autres échappés sont repris par le peloton. Un peu plus tard, à 30 km de l'arrivée, Trentin et Hesjedal sont aussi repris par le peloton. À 3 km de l'arrivée, Zdeněk Štybar tente de gagner l'étape par une attaque anticipant le sprint final, mais les équipes de sprinteurs ne le laissent pas prendre de l'avance. L'étape est finalement remportée par André Greipel avec un sprint final long de 300 m devant John Degenkolb, Alexander Kristoff et Peter Sagan. L'Allemand remporte sa troisième étape sur le Tour de France 2015.

## Résultats

### Classement de l'étape
| Classement de la 15e étape | Classement de la 15e étape | Classement de la 15e étape | Classement de la 15e étape   | Classement de la 15e étape |
|                            | Coureur                    | Pays                       | Équipe                       | Temps                      |
| -------------------------- | -------------------------- | -------------------------- | ---------------------------- | -------------------------- |
| 1er                        | André Greipel              | Allemagne                  | Lotto-Soudal                 | en 3 h 56 min 35 s         |
| 2e                         | John Degenkolb             | Allemagne                  | Giant-Alpecin                | m.t.                       |
| 3e                         | Alexander Kristoff         | Norvège                    | Katusha                      | m.t.                       |
| 4e                         | Peter Sagan                | Slovaquie                  | Tinkoff-Saxo                 | m.t.                       |
| 5e                         | Edvald Boasson Hagen       | Norvège                    | MTN-Qhubeka                  | m.t.                       |
| 6e                         | Ramūnas Navardauskas       | Lituanie                   | Cannondale-Garmin            | m.t.                       |
| 7e                         | Christophe Laporte         | France                     | Cofidis                      | m.t.                       |
| 8e                         | Michael Matthews           | Australie                  | Orica-GreenEDGE              | m.t.                       |
| 9e                         | Davide Cimolai             | Italie                     | Lampre-Merida                | m.t.                       |
| 10e                        | Florian Vachon             | France                     | Bretagne-Séché Environnement | m.t.                       |
| modifier                   |                            |                            |                              |                            |

### Points attribués
| Sprint intermédiaire Aubenas (km 108) | Sprint intermédiaire Aubenas (km 108) | Sprint intermédiaire Aubenas (km 108) | Sprint intermédiaire Aubenas (km 108) | Sprint intermédiaire Aubenas (km 108) |
| ------------------------------------- | ------------------------------------- | ------------------------------------- | ------------------------------------- | ------------------------------------- |
|                                       | Coureur                               | Pays                                  | Équipe                                | Point(s)                              |
| 1er                                   | Peter Sagan                           | Slovaquie                             | Tinkoff-Saxo                          | 20                                    |
| 2e                                    | Michael Rogers                        | Australie                             | Tinkoff-Saxo                          | 17                                    |
| 3e                                    | Thibaut Pinot                         | France                                | FDJ                                   | 15                                    |
| 4e                                    | Michał Kwiatkowski                    | Pologne                               | Etixx-Quick Step                      | 13                                    |
| 5e                                    | Matteo Trentin                        | Italie                                | Etixx-Quick Step                      | 11                                    |
| 6e                                    | Simon Geschke                         | Allemagne                             | Giant-Alpecin                         | 10                                    |
| 7e                                    | Ryder Hesjedal                        | Canada                                | Cannondale-Garmin                     | 9                                     |
| 8e                                    | Adam Yates                            | Royaume-Uni                           | Orica-GreenEDGE                       | 8                                     |
| 9e                                    | Lars Bak                              | Danemark                              | Lotto-Soudal                          | 7                                     |
| 10e                                   | John Degenkolb                        | Allemagne                             | Giant-Alpecin                         | 6                                     |
| 11e                                   | André Greipel                         | Allemagne                             | Lotto-Soudal                          | 5                                     |
| 12e                                   | Tim Wellens                           | Belgique                              | Lotto-Soudal                          | 4                                     |
| 13e                                   | Laurent Didier                        | Luxembourg                            | Trek Factory Racing                   | 3                                     |
| 14e                                   | Roy Curvers                           | Pays-Bas                              | Giant-Alpecin                         | 2                                     |
| 15e                                   | Giampaolo Caruso                      | Italie                                | Katusha                               | 1                                     |
| modifier                              |                                       |                                       |                                       |                                       |

| Arrivée d'étape Valence (km 183) | Arrivée d'étape Valence (km 183) | Arrivée d'étape Valence (km 183) | Arrivée d'étape Valence (km 183) | Arrivée d'étape Valence (km 183) |
| -------------------------------- | -------------------------------- | -------------------------------- | -------------------------------- | -------------------------------- |
|                                  | Coureur                          | Pays                             | Équipe                           | Point(s)                         |
| 1er                              | André Greipel                    | Allemagne                        | Lotto-Soudal                     | 50                               |
| 2e                               | John Degenkolb                   | Allemagne                        | Giant-Alpecin                    | 30                               |
| 3e                               | Alexander Kristoff               | Norvège                          | Katusha                          | 20                               |
| 4e                               | Peter Sagan                      | Slovaquie                        | Tinkoff-Saxo                     | 18                               |
| 5e                               | Edvald Boasson Hagen             | Norvège                          | MTN-Qhubeka                      | 16                               |
| 6e                               | Ramūnas Navardauskas             | Lituanie                         | Cannondale-Garmin                | 14                               |
| 7e                               | Christophe Laporte               | France                           | Cofidis                          | 12                               |
| 8e                               | Michael Matthews                 | Australie                        | Orica-GreenEDGE                  | 10                               |
| 9e                               | Davide Cimolai                   | Italie                           | Lampre-Merida                    | 8                                |
| 10e                              | Florian Vachon                   | France                           | Bretagne-Séché Environnement     | 7                                |
| 11e                              | Jarlinson Pantano                | Colombie                         | IAM                              | 6                                |
| 12e                              | Jan Bakelants                    | Belgique                         | AG2R La Mondiale                 | 5                                |
| 13e                              | Paul Voss                        | Allemagne                        | Bora-Argon 18                    | 4                                |
| 14e                              | Paul Martens                     | Allemagne                        | Lotto NL-Jumbo                   | 3                                |
| 15e                              | Bryan Coquard                    | France                           | Europcar                         | 2                                |
| modifier                         |                                  |                                  |                                  |                                  |

| - Bonifications à l'arrivée \| \| Coureur \| Pays \| Équipe \| Secondes \| \| - \| ------------------ \| --------- \| ------------- \| -------- \| \| 1 \| André Greipel \| Allemagne \| Lotto-Soudal \| 10 s \| \| 2 \| John Degenkolb \| Allemagne \| Giant-Alpecin \| 6 s \| \| 3 \| Alexander Kristoff \| Norvège \| Katusha \| 4 s \| |                    |           |               |          |
| | Coureur            | Pays      | Équipe        | Secondes |
| 1 | André Greipel      | Allemagne | Lotto-Soudal  | 10 s     |
| 2 | John Degenkolb     | Allemagne | Giant-Alpecin | 6 s      |
| 3 | Alexander Kristoff | Norvège   | Katusha       | 4 s      |

### Cols et côtes
| Côte de Badaroux (km 9,5) 3e catégorie | Côte de Badaroux (km 9,5) 3e catégorie | Côte de Badaroux (km 9,5) 3e catégorie | Côte de Badaroux (km 9,5) 3e catégorie | Côte de Badaroux (km 9,5) 3e catégorie |
| -------------------------------------- | -------------------------------------- | -------------------------------------- | -------------------------------------- | -------------------------------------- |
|                                        | Coureur                                | Pays                                   | Équipe                                 | Point(s)                               |
| 1er                                    | Serge Pauwels                          | Belgique                               | MTN-Qhubeka                            | 2                                      |
| 2e                                     | Lieuwe Westra                          | Pays-Bas                               | Astana                                 | 1                                      |
| modifier                               |                                        |                                        |                                        |                                        |

| Col du Bez (km 69,5) 4e catégorie | Col du Bez (km 69,5) 4e catégorie | Col du Bez (km 69,5) 4e catégorie | Col du Bez (km 69,5) 4e catégorie | Col du Bez (km 69,5) 4e catégorie |
| --------------------------------- | --------------------------------- | --------------------------------- | --------------------------------- | --------------------------------- |
|                                   | Coureur                           | Pays                              | Équipe                            | Point(s)                          |
| 1er                               | Thibaut Pinot                     | France                            | FDJ                               | 1                                 |
| modifier                          |                                   |                                   |                                   |                                   |

| Col de la Croix de Bauzon (km 73,5) 4e catégorie | Col de la Croix de Bauzon (km 73,5) 4e catégorie | Col de la Croix de Bauzon (km 73,5) 4e catégorie | Col de la Croix de Bauzon (km 73,5) 4e catégorie | Col de la Croix de Bauzon (km 73,5) 4e catégorie |
| ------------------------------------------------ | ------------------------------------------------ | ------------------------------------------------ | ------------------------------------------------ | ------------------------------------------------ |
|                                                  | Coureur                                          | Pays                                             | Équipe                                           | Point(s)                                         |
| 1er                                              | Michael Rogers                                   | Australie                                        | Tinkoff-Saxo                                     | 1                                                |
| modifier                                         |                                                  |                                                  |                                                  |                                                  |

| Col de l'Escrinet (km 126,5) 2e catégorie | Col de l'Escrinet (km 126,5) 2e catégorie | Col de l'Escrinet (km 126,5) 2e catégorie | Col de l'Escrinet (km 126,5) 2e catégorie | Col de l'Escrinet (km 126,5) 2e catégorie |
| ----------------------------------------- | ----------------------------------------- | ----------------------------------------- | ----------------------------------------- | ----------------------------------------- |
|                                           | Coureur                                   | Pays                                      | Équipe                                    | Point(s)                                  |
| 1er                                       | Thibaut Pinot                             | France                                    | FDJ                                       | 5                                         |
| 2e                                        | Ryder Hesjedal                            | Canada                                    | Cannondale-Garmin                         | 3                                         |
| 3e                                        | Michał Kwiatkowski                        | Pologne                                   | Etixx-Quick Step                          | 2                                         |
| 4e                                        | Matteo Trentin                            | Italie                                    | Etixx-Quick Step                          | 1                                         |
| modifier                                  |                                           |                                           |                                           |                                           |

## Classements à l'issue de l'étape

### Classement général
| Classement général | Classement général | Classement général | Classement général  | Classement général  |
|                    | Coureur            | Pays               | Équipe              | Temps               |
| ------------------ | ------------------ | ------------------ | ------------------- | ------------------- |
| 1er                | Christopher Froome | Royaume-Uni        | Sky                 | en 59 h 58 min 54 s |
| 2e                 | Nairo Quintana     | Colombie           | Movistar            | + 3 min 10 s        |
| 3e                 | Tejay van Garderen | États-Unis         | BMC Racing          | + 3 min 32 s        |
| 4e                 | Alejandro Valverde | Espagne            | Movistar            | + 4 min 2 s         |
| 5e                 | Alberto Contador   | Espagne            | Tinkoff-Saxo        | + 4 min 23 s        |
| 6e                 | Geraint Thomas     | Royaume-Uni        | Sky                 | + 4 min 54 s        |
| 7e                 | Robert Gesink      | Pays-Bas           | Lotto NL-Jumbo      | + 6 min 23 s        |
| 8e                 | Vincenzo Nibali    | Italie             | Astana              | + 8 min 17 s        |
| 9e                 | Tony Gallopin      | France             | Lotto-Soudal        | + 8 min 23 s        |
| 10e                | Bauke Mollema      | Pays-Bas           | Trek Factory Racing | + 8 min 53 s        |
| modifier           |                    |                    |                     |                     |

### Classement par points
| Classement par points | Classement par points | Classement par points | Classement par points | Classement par points |
| --------------------- | --------------------- | --------------------- | --------------------- | --------------------- |
|                       | Coureur               | Pays                  | Équipe                | Point(s)              |
| 1er                   | Peter Sagan           | Slovaquie             | Tinkoff-Saxo          | 360 points            |
| 2e                    | André Greipel         | Allemagne             | Lotto-Soudal          | 316 pts               |
| 3e                    | John Degenkolb        | Allemagne             | Giant-Alpecin         | 264 pts               |
| 4e                    | Mark Cavendish        | Royaume-Uni           | Etixx-Quick Step      | 192 pts               |
| 5e                    | Bryan Coquard         | France                | Europcar              | 122 pts               |
| 6e                    | Greg Van Avermaet     | Belgique              | BMC Racing            | 112 pts               |
| 7e                    | Christopher Froome    | Royaume-Uni           | Sky                   | 109 pts               |
| 8e                    | Zdeněk Štybar         | Tchéquie              | Etixx-Quick Step      | 78 pts                |
| 9e                    | Alejandro Valverde    | Espagne               | Movistar              | 77 pts                |
| 10e                   | Tony Gallopin         | France                | Lotto-Soudal          | 76 pts                |
| modifier              |                       |                       |                       |                       |

### Classement du meilleur grimpeur
| Classement du meilleur grimpeur | Classement du meilleur grimpeur | Classement du meilleur grimpeur | Classement du meilleur grimpeur | Classement du meilleur grimpeur |
| ------------------------------- | ------------------------------- | ------------------------------- | ------------------------------- | ------------------------------- |
|                                 | Coureur                         | Pays                            | Équipe                          | Point(s)                        |
| 1er                             | Christopher Froome              | Royaume-Uni                     | Sky                             | 61 points                       |
| 2e                              | Joaquim Rodríguez               | Espagne                         | Katusha                         | 52 pts                          |
| 3e                              | Jakob Fuglsang                  | Danemark                        | Astana                          | 41 pts                          |
| 4e                              | Richie Porte                    | Australie                       | Sky                             | 40 pts                          |
| 5e                              | Romain Bardet                   | France                          | AG2R La Mondiale                | 38 pts                          |
| 6e                              | Rafał Majka                     | Pologne                         | Tinkoff-Saxo                    | 32 pts                          |
| 7e                              | Nairo Quintana                  | Colombie                        | Movistar                        | 32 pts                          |
| 8e                              | Alejandro Valverde              | Espagne                         | Movistar                        | 32 pts                          |
| 9e                              | Serge Pauwels                   | Belgique                        | MTN-Qhubeka                     | 28 pts                          |
| 10e                             | Robert Gesink                   | Pays-Bas                        | Lotto NL-Jumbo                  | 28 pts                          |
| modifier                        |                                 |                                 |                                 |                                 |

### Classement du meilleur jeune
| Classement général du meilleur jeune | Classement général du meilleur jeune | Classement général du meilleur jeune | Classement général du meilleur jeune | Classement général du meilleur jeune |
|                                      | Coureur                              | Pays                                 | Équipe                               | Temps                                |
| ------------------------------------ | ------------------------------------ | ------------------------------------ | ------------------------------------ | ------------------------------------ |
| 1er                                  | Nairo Quintana                       | Colombie                             | Movistar                             | en 60 h 2 min 4 s                    |
| 2e                                   | Warren Barguil                       | France                               | Giant-Alpecin                        | + 7 min 53 s                         |
| 3e                                   | Romain Bardet                        | France                               | AG2R La Mondiale                     | + 10 min 0 s                         |
| 4e                                   | Thibaut Pinot                        | France                               | FDJ                                  | + 27 min 47 s                        |
| 5e                                   | Peter Sagan                          | Slovaquie                            | Tinkoff-Saxo                         | + 1 h 2 min 24 s                     |
| modifier                             |                                      |                                      |                                      |                                      |

### Classement par équipes
| Classement par équipes | Classement par équipes | Classement par équipes | Classement par équipes |
|                        | Équipe                 | Pays                   | Temps                  |
| ---------------------- | ---------------------- | ---------------------- | ---------------------- |
| 1re                    | Movistar               | Espagne                | en 181 h 14 min 18 s   |
| 2e                     | Sky                    | Royaume-Uni            | + 15 min 39 s          |
| 3e                     | Tinkoff-Saxo           | Russie                 | + 30 min 28 s          |
| 4e                     | Astana                 | Kazakhstan             | + 36 min 7 s           |
| 5e                     | BMC Racing             | États-Unis             | + 37 min 42 s          |
| modifier               |                        |                        |                        |